# Aminabad-e Hajate Bozorg
Aminabad-e Hajate Bozorg (pers. امين آباد حياته بزرگ) – wieś w zachodnim Iranie, w ostanie Kurdystan. W 2006 roku miejscowość liczyła 330 osób w 65 rodzinach.